# Crêt à Noé
Crêt à Noé är en kulle i Schweiz. Den ligger i distriktet Nyon och kantonen Vaud, i den västra delen av landet, 120 km sydväst om huvudstaden Bern. Toppen på Crêt à Noé är 1 280 meter över havet. Crêt à Noé ingår i Jurabergen.